# Vrsta
Vrsta – wieś w Bośni i Hercegowinie, w Federacji Bośni i Hercegowiny, w kantonie uńsko-sańskim, w mieście Bihać. W 2013 roku liczyła 458 mieszkańców, z czego większość stanowili Boszniacy.